# نينو فالديز
نينو فالديز مواليد 5 ديسمبر 1924 في هافانا - الوفاة 3 يونيو 2001، كان ملاكم محترف كوبي صنّف ضمن فئة الوزن الثقيل.

## إحصائيات
خاض خلال مسيرته 70 نزالا، فاز في 48 وتعادل في 3 وخسر في 18. فاز بالضربة القاضية في 36 نزالا.

## روابط خارجية
- نينو فالديز على موقع بوكس ريك (الإنجليزية) (registration required)